# Alex Zülle
Alex Zülle (Wil, 5 de juliol de 1968) és un exciclista professional suís que destacà per la seua gran qualitat a la muntanya, però que per damunt de tot fou un especialista en la contrarellotge.
Comença com amateur als 18 anys i prompte eixí al professionalisme quan l'equip ciclista de l'ONCE li va donar l'oportunitat cap a la fi de 1991 d'incorporar-se al seu equip ciclista. Al seu primer any com a professional Zülle guanya una etapa i la general de la Volta a Burgos, una etapa i la general de la Volta a Astúries, l'escalada a Montjuïc, una etapa a la Volta a Catalunya i altra de la Setmana Siciliana i a més un dia aconseguí el mallot daurat de líder al Tour de França. Per tots aquests èxits fou el ciclista revelació el 1992 i el seu gran objectiu va ser guanyar el Tour del 1993, encara que no ho va aconseguir. A 1994 va quedar quart a la Volta ciclista a Espanya i vuité al Tour. El 1995 va quedar segon a la ronda gal·la i guanya l'etapa reina. Continua a l'ONCE fins al 1997 i Zülle va guanyar dos Voltes més, als anys 1996 i 1997. Es va retirar del ciclisme professional el 2004.

## Palmarès
- 1990
  - 1r a la Fletxa del sud
- 1991
  - 1r al Gran Premi Guillem Tell
- 1992
  - Vencedor d'una etapa de la Setmana Siciliana
  - 1r a la Setmana Catalana
  - 1r a la Volta a Astúries, més la 1a etapa
  - 1r a la Volta a Burgos, més la 1a etapa
  - Vencedor d'una etapa de la Volta a Catalunya
- 1993
  - 1r a la París-Niça, més 2 etapes i contrarellotge per equips
  - Vencedor de 3 etapes de la Volta a Espanya
- 1994
  - Vencedor d'una etapa de la Volta a Aragó
  - Vencedor d'una etapa de la Volta a Catalunya[1]
- 1995
  - 1r a la Volta a la Comunitat Valenciana, més 1 etapa
  - 1r a la Volta a Euskadi, més 2 etapes
  - 1r a la Challenge de Mallorca
  - Vencedor de 2 etapes de la Bicicleta Basca
  - Vencedor de 2 etapes de la Volta a Suïssa
  - Vencedor d'una etapa del Tour de França
  - Vencedor d'una etapa de la Volta a Espanya
  - Vencedor d'una etapa de la Setmana Catalana
- 1996
  -  Campionat del Món CRI
  -  1r a la Volta a Espanya més 1 etapa
  -  1r a la Volta a Catalunya i vencedor de 3 etapes
  - 1r a la Setmana Catalana i vencedor de 2 etapes
  - 1r al Trofeu Comunitat Foral de Navarra
  - Vencedor d'una etapa de la Bicicleta Basca
  - Vencedor d'una etapa del Tour de França
  - 3r de Vélo d'Or
- 1997
  - 1r a la Volta al País Basc i vencedor d'una etapa
  -  1r a la Volta a Espanya i vencedor d'una etapa
- 1998
  - Vencedor de 3 etapes del Giro d'Itàlia
  - Vencedor d'una etapa de la Volta a Espanya
  - Vencedor d'una etapa de la Setmana Catalana
  - Vencedor d'una etapa de la Volta a Normandia
- 1999
  - 1r a l'A través de Lausana
  - 1 etapa de la Volta a Espanya
- 2000
  - 1r a la Volta de l'Algarve més 1 etapa
  - Vencedor d'una etapa de la Volta a Espanya
- 2001
  - Vencedor d'una etapa de la París-Niça
- 2002
  - 1r a la Volta a Suïssa més pròleg
  - 1r a la Volta a la Comunitat Valenciana més 1 etapa
  - Vencedor d'una etapa de la Volta de l'Algarve

### Resultats al Giro d'Itàlia
- 1998. 14è de la classificació general. Vencedor de 3 etapes
- 1999. No surt (16a etapa)

### Resultats al Tour de França
- 1992. No surt (12a etapa)
- 1993. 41è de la classificació general
- 1994. 8è de la classificació general
- 1995. 2n de la classificació general. Vencedor d'una etapa
- 1996. 26è de la classificació general. Vencedor d'una etapa
- 1997. No surt (5a etapa)
- 1998. Exclòs (7a etapa amb tot l'equip Festina-Lotus)
- 1999. 2n de la classificació general
- 2000. Abandona (17a etapa)

### Resultats a la Volta a Espanya
- 1992. Abandona (10a etapa)
- 1993. 2n de la classificació general. Vencedor de 3 etapes
- 1994. 4t de la classificació general
- 1995. 20è de la classificació general. Vencedor d'una etapa
- 1996. 1r de la classificació general. Vencedor d'una etapa
- 1997. 1r de la classificació general. Vencedor d'una etapa
- 1998. 8è de la classificació general. Vencedor d'una etapa
- 1999. 37è de la classificació general. Vencedor d'una etapa
- 2000. 49è de la classificació general. Vencedor d'una etapa
- 2001. 109è de la classificació general
- 2003. Abandona (9a etapa)